# Pelvoux
Pelvoux is een voormalige gemeente in het Franse departement Hautes-Alpes in de regio Provence-Alpes-Côte d'Azur en telt 404 inwoners (1999).

## Toponymie
Tot 1893 werd stond de gemeente bekend onder de naam "La Pisse". De naam Pelvoux, ingevoerd in 1893, verwijst naar de Mont Pelvoux, een top boven het gehucht Ailefroide. In de lokale variant van het Occitaans (occitan alpin) wordt het dorp nog steeds la Pissa genoemd.

## Geschiedenis
Op 1 januari 2017 fuseerde Pelvoux met de aangrenzende gemeente Vallouise tot de commune nouvelle Vallouise-Pelvoux. Deze gemeente maakt net als de voormalige deel uit van het arrondissement Briançon.

## Geografie
De oppervlakte van Pelvoux bedraagt 83,8 km², de bevolkingsdichtheid is 4,8 inwoners per km².
De onderstaande kaart toont de ligging van Pelvoux met de belangrijkste infrastructuur en aangrenzende gemeenten.

## Demografie
Onderstaande figuur toont het verloop van het inwonertal.
Vanwege een beveiligingsprobleem met de MediaWiki Graph-software is het momenteel niet mogelijk deze grafiek weer te geven. Zodra de software is bijgewerkt zal de grafiek vanzelf weer zichtbaar worden.